# Dacnusa reducta
Dacnusa reducta är en stekelart som beskrevs av Papp 2004. Dacnusa reducta ingår i släktet Dacnusa och familjen bracksteklar. Inga underarter finns listade i Catalogue of Life.